# Владан Груич
Владан Груич (на сърбохърватски: Vladan Grujić) е босненски футболист. Играе на поста дефанзивен халф. Национал на своята родина. Играл в отбори като Борац (Баня Лука), Цървена Звезда, 1. ФК Кьолн. В отборът на Литекс е привлечен от Алания (Владикавказ) през януари 2006 г. За една година не успява да се наложи в основния състав и е освободен. По-късно е състезател на ФК Сараево.